# Looking Forward
Looking Forward je třetí a poslední studiové album kvarteta Crosby, Stills, Nash & Young. Vydáno bylo v říjnu roku 1999 společností Reprise Records, jedenáct let po předchozí desce American Dream (mezitím vyšla dvě alba, na kterých se nepodílel poslední z hudebníků). Produkčně se na desce kromě základní čtveřice podíleli také Joe Vitale, Ben Keith a Stanley Johnston. Album vznikalo po dobu několika let v různých studiích v Kalifornii. V hitparádě Billboard 200 se deska umístila na 26. místě.

## Seznam skladeb
1. Faith in Me (Stephen Stills, Joe Vitale) – 4:21
2. Looking Forward (Neil Young) – 3:07
3. Stand and Be Counted (David Crosby, James Raymond) – 4:52
4. Heartland (Graham Nash) – 4:28
5. Seen Enough (Stills) – 5:14
6. Slowpoke (Young) – 4:31
7. Dream for Him (Crosby) – 5:03
8. No Tears Left (Stills) – 5:06
9. Out of Control (Young) – 4:09
10. Someday Soon (Nash) – 3:43
11. Queen of Them All (Young) – 4:23
12. Sanibel (Denny Sarokin) – 4:20

## Obsazení
Základní sestava
- David Crosby – zpěv, kytara
- Stephen Stills – zpěv, kytara, Hammondovy varhany, baskytara, perkuse, rumba koule, kontrabas, perkuse
- Graham Nash – zpěv, kytara
- Neil Young – zpěv, kytara, harmonika, tiple, celesta

Ostatní hudebníci
- Joe Vitale – bicí, Hammondovy varhany, batas
- Michael Finnigan –Hammondovy varhany
- Spooner Oldham – klávesy, harmonium
- Ben Keith – pedálová steel kytara, dobro
- Denny Sarokin – kytara
- Snuffy Garrett – kytara
- James Raymond – klavír
- Craig Doerge – klávesy
- Donald „Duck“ Dunn – baskytara
- Gerald Johnson – baskytara
- James „Hutch“ Hutchinson – baskytara
- Bob Glaub – baskytara
- Jim Keltner – bicí
- Luis Conte – konga, batas, basový buben, perkuse
- Alex Acuña – timbales
- Joe Lala – konga
- Lenny Castro – perkuse
- Vince Charles – perkuse